# De Bounam de Ryckholt
De Bounam de Ryckholt (ook wel De Bounam de Rijckholt) is de naam van een adellijke familie.

## Geschiedenis
De familie De Bounam komt oorspronkelijk uit Luik. Stamvader van het geslacht is Henri Bonhomme, wiens zoon Jean Bonhomme (1583-1667) actief was als meester-glasblazer en in 1653 adelsbevestiging verkreeg vanwege keizer Ferdinand III. De open brieven werden echter niet gelicht.
Diens nazaten verdienden hun fortuin in de glasindustrie. Jean Maximiliaan de Bounam (1643-1718), kleinzoon van de voorgaande, kocht in 1683 de heerlijkheid Rijckholt met het daarop gelegen kasteel van Rijckholt. In 1691 werd hem adelsbevestiging verleend door keizer Leopold I.
Ook nog in 1691 werd door de keizer de erfelijke titel van ridder van het Heilig Roomse Rijk verleend, overdraagbaar op alle afstammelingen, aan Willem Bonhome, genaamd de Bounam de Ryckholt, en aan zijn broer Johannes-Maximiliaan onder dezelfde familienaam.
In 1789 werd door keizer Jozef II de titel baron verleend, overdraagbaar op alle afstammelingen, aan Leopold-Joseph de Bonhome.

## Nederlandse tak
De Nederlandse tak werd in de Nederlandse adel erkend in 1822 en stierf uit in 1947.
- Antoine Joseph Ignace Casimir de Bounam, ridder van het Heilig Roomse Rijk en vrijheer van Ryckholt (1715-1793).
  - Jean Baptiste Philippe Louis de Bounam de Ryckholt, ridder van het Heilig Roomse Rijk, vrijheer van Ryckholt, heer van Grathem (1764-1806), afstammeling van Johannes-Maximiliaan de Bonhome (zie hierboven) was overleden toen in 1822 adelserkenning in het Verenigd Koninkrijk der Nederlanden werd verleend, met de titel van barones aan zijn weduwe Marie-Anne de Floën d'Adlercrona en aan hun zoons Adolphe-François de Bounam de Ryckholt en Philippe-Louis de Bounam de Ryckholt, beiden met de titel baron, overdraagbaar op alle afstammelingen, en aan haar dochter Marie-Jeanne de Bounam de Ryckholt, met de titel barones.
    - Adolphe François Antoine Joseph baron de Bounam de Rijckholt (1800-1868), burgemeester van Grathem, trouwde in 1831 met Mechtildis Anna Maria Josepha Antonia barones van Voorst tot Voorst (1801-1881), telg uit het geslacht Van Voorst tot Voorst.
      - Mgr. Ludovicus Hermanus Josephus Ignatius baron de Bounam de Ryckholt (1837-1905), protonotarius, lid van de academie van de H. Thomas van Aquino in Rome.
      - Alfridus Philippus Arcadus Ferdinandus de Bounam de Rijckholt (1839-1874), eerste luitenant.
        - Adéle Maria Isidora Louisa barones de Bounam de Ryckholt (1873-1947), laatste telg van het geslacht; trouwde in 1899 met Franciscus Josephus Antonius Vos de Wael (1860-1926), rechter en lid van de familie Vos de Wael (nakomelingen onder meer in Nederland en Oostenrijk)

      - Philomène Charlotte Louise Désirée barones de Bounam de Ryckholt (1841-1868); trouwde in 1860 met haar zwager Pieter Frederik Edmond van Wintershoven (1822-1899), lid van de Tweede Kamer der Staten-Generaal.

  - Charles Henri Francois Joseph de Bounam de Ryckholt (1765-1822), ridder van het Heilig Roomse Rijk, raad van Maastricht.
    - Marie Philippine Louise Joséphine barones de Bounam de Ryckholt (1799-1882); trouwde in 1834 met jhr. Pierre André Servais Kerens (1780-1862), lid van de Gedeputeerde Staten van Limburg, lid Raad van State en lid van de Tweede Kamer der Staten-Generaal.

## Belgische tak

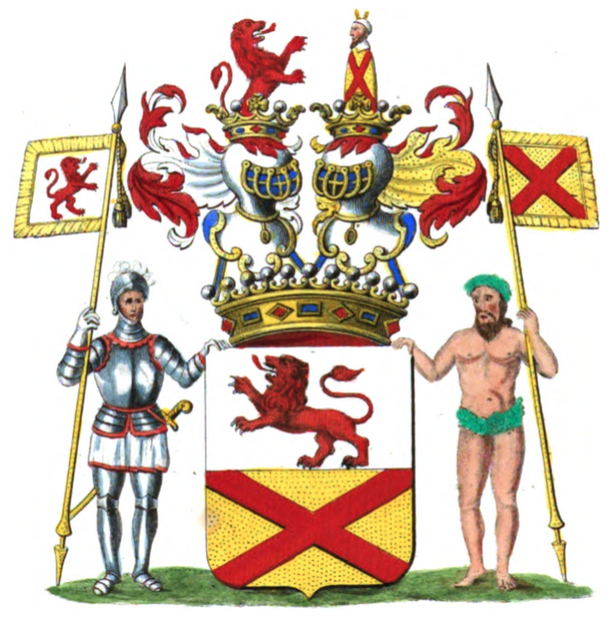
Wapen van de familie de Bounam de Ryckholt

- Philippe Louis François Joseph Adrien baron de Bounam de Ryckholt (Grathem, 26 oktober 1803 - Wezet, 14 juli 1874), aanvoerder van de opstandelingen in Antwerpen in 1831, werd luitenant-kolonel van de artillerie in Belgische dienst en was schrijver over voorhistorische oudheden. Samen met zijn moeder, broer en zus in 1822 in de adel van het Verenigd Koninkrijk der Nederlanden erkend, trouwde hij in 1836 met Justine De le Court (1815-1874). In 1840 koos hij voor de Belgische nationaliteit. Het echtpaar had drie dochters.
  - Marie Anne Justine Adrienne barones de Bounam de Ryckholt (1842-1887), gehuwd met Arthur Isodorius Marie Celestinus baron de Posson (1828-1909), generaal-majoor, vleugeladjudant van de koning.

De familietak doofde uit bij de dood van Philippe-Louis, terwijl de naam verdween bij het overlijden van de laatste dochter in 1926. De naam "de Bounam de Ryckholt" werd toegevoegd aan de naam van "Othon du Bois" door K.B. van 30 mei 1934. Er is nakomelingschap onder de naam "du Bois de Bounam de Ryckholt".

## Wapen
Wapen: doorsneden: I in zilver een rode leeuw; II in goud een rood schuinkruis. 